# 終結者莉莉：騎士救贖
《終結者莉莉：騎士救贖》是由日本電子遊戲開發商Adglobe和Live Wire開發，Binary Haze Interactive发行的一款黑暗奇幻類銀河戰士惡魔城遊戲，本作的搶先體驗版於2021年1月21日在Steam發佈，正式版于2021年6月21日起發行。除Steam外，本作还先後登陆任天堂Switch、PlayStation 4和Xbox One等家用遊戲機。本作讲述在架空國家盡頭之國由於一場「死亡之雨」讓人們變成了狂暴的怪物「穢者」而滅國，唯一的幸存者「莉莉」和協助她的靈魂騎士一起在废墟中探险并寻求灾难背后的真相。
本作是Live Wire制作的第一款游戏，其制作人员大多是已结业的游戏开发公司Neverland的前员工。本作在立案階段有參考《空洞騎士》《鹽與聖所》等游戏，在制作过程中得到了来自Adglobe的协助。本作自推出后得到了多数游戏媒体的赞扬，媒体一致赞扬了本作的美术风格和音乐设计，但是对敌人招式过于固定、种类较为单一等问题提出了不满。

## 遊戲系統
《終結者莉莉》是一個2D橫向捲軸遊戲，採用類銀河戰士惡魔城遊戲的遊玩方式，玩家扮演巫女莉莉，在污穢的國度中探索以尋求救贖人們的方法，期間和各類怪物戰鬥。作為巫女，莉莉能以祈禱的方式恢復生命值，淨化污穢的靈魂，並且能獲得部分淨化的靈魂幫助，淨化的污穢越多，莉莉白色的長髮也會漸漸變黑。莉莉本身沒有任何攻擊的手段，身體也十分脆弱，被普通的怪物攻擊就會損失三分之一到一半的血量。遊戲初期，莉莉會獲得一個用劍的黑騎士靈魂幫助，玩家使用攻擊技能時，會召喚騎士靈魂釋放攻擊。在擊敗頭目後，莉莉可以淨化其靈魂獲得新的攻擊技能或特殊技能，如二段跳、鉤爪、攀墻等。莉莉身上只能攜帶六個靈魂，擁有六種主要的攻擊技能，玩家可以在存檔點進行調整，特殊技能不受影響，技能在不同地形有使用限制，如毒霧等無法在水下施展。祈禱和部分技能釋放有次數限制，可以透過在探險中撿取「白蓮花」、「黑蓮花」補給，或是在存檔點休息以補滿。探險期間，玩家可以收集「遺物」和靈魂，前者由莉莉裝備後能增加一些能力，後者能用於升級騎士的技能。還有一些提升角色屬性的道具，在拾取後就會生效。遊戲沒有明確的關卡限制，地圖可以自由探索，有不同類型的地貌和多種機關，如沼澤、森林、水下等，遊戲中以擊倒關鍵的頭目數量來推進章節，玩家能隨時返回之前探索過的地圖，在存檔點之間可以利用馬車進行快速移動。遊戲有一個地圖系統告訴玩家每幅地圖有多少路線，是否完全探索。
在探索期間，玩家能撿取一些筆記、日記、書頁等物品，在擊敗關鍵頭目時會有一段關於頭目過去的動畫，玩家能透過這些文字訊息和動畫了解故事的劇情和背景。遊戲共有三個結局，兩個能在正常遊玩下達成，一個為隱藏結局，需要玩家收集隱藏在各處的石板以製造特殊的遺物，在裝備該遺物的情況下擊敗最終頭目來達成。在后续的更新中，玩家可以重温游戏中的过场动画和部分头目战。而在击败所有头目並完成隐藏结局后，游戏會解锁頭目挑戰模式，讓玩家可以挑战在最短时间内连续击败游戏中的所有头目，還有讓玩家自由调整游戏中的若干参数以提升游戏难度的「挑战模式」。此外，玩家也可选择开启难度更高的二周目游戏。

## 故事簡介
在很久很久以前，有一個名為「盡頭之國」的國家在某天降下了永不停歇的「死亡之雨」，所有生物都變成了狂暴的怪物「穢者」，王國也就此滅亡。一個黑騎士的靈魂在王國的破舊白教堂中喚醒了一位失憶的穿著一襲白衣的白髮少女，並稱呼少女為巫女。在黑騎士的帶領和幫助下，少女在白教堂進行了探索並擊倒和淨化了「穢者」希格麗德，從她的記憶中得知希格麗德是白巫女「莉莉」的守衛者，盡頭之國已經崩潰，死亡之雨導致穢者橫行，泉之白巫女似乎是對抗穢者的唯一希望。少女意識到自己也許就是被守衛的「莉莉」，懷著更多的疑惑，莉莉離開了白教堂，去尋找泉之白巫女。一路上莉莉走過了懸崖村，穿過了魔女森林，發現了地下墓穴和地牢，見證了雄偉的雙生堡壘和破敗的盡頭之國皇城，從拾取的零星筆記和日記，加上淨化了諸多穢者時獲得的記憶片段，莉莉慢慢了解了一切。
初代的國王是外來者，他入侵了該地並建立了盡頭之國，原住民是一個古老的民族，他們不甘被驅逐，使用了秘術變成不死的怪物穢者攻擊王國。國王在戰場上救下了一個原住民的女嬰，他發現長大後的女嬰擁有淨化穢者的能力，讓穢者徹底死去。這名原住民少女被國王封為第一代泉之白巫女，並以她為中心建立宗教。戰爭持續數個世代，王國魔術師團團長法登建議建立「不死騎士團」對抗穢者，他利用穢者實驗出藥物，讓王國的戰士服下後擁有「穢者」一樣的不死之身而且保有理智，唯需要白巫女不斷淨化以保持理性。不死騎士團成功擊敗了原住民的穢者大軍，同時他們也意識到自己和穢者無異，更有部分戰士在戰鬥中失去了理智成為穢者。芙莉緹亞擔任當代的泉之白巫女，大量的淨化工作讓她的身體破碎不堪，在戰爭結束時她也失蹤了。這時王國全境下起了死亡之雨，國民沾染雨水都成為穢者。不死騎士團相繼失去理智，騎士長尤利烏斯前往皇城和當代國王對峙，並手刃了虛偽又眷戀權利的國王。
之後根據玩家的選擇，莉莉可以在邊境離開盡頭之國，芙莉緹亞的幻影會淨化莉莉身上累積的污穢，结束莉莉背负的使命，讓她可以去尋找自己的未來。玩家也可以選擇前往禁忌領域尋找芙莉緹亞和探明更多埋藏的秘密。在禁忌領域中，莉莉會得知法登最初只是想解救在戰鬥中被穢者感染變成怪物的戀人米莉兒，製作不死騎士團不過是藉口，他在禁忌領域進行了大量人體實驗，甚至對白巫女進行實驗，對芙莉緹亞進行克隆。戰後芙莉緹亞體內累積了大量污穢，國王打算將污穢轉移到她的克隆體上。芙莉緹亞不願讓分身背負污穢的痛苦，失控成為了「污穢之王」，她身上的污穢洩露成為了籠罩王國的死亡之雨，她的一眾分身被分派到教會的守衛者和騎士團精銳保護。芙莉緹亞只能藏身於禁忌領域深處，努力壓制污穢的再擴散。從法登的筆記中莉莉得知原住民有能減去白巫女淨化時痛苦的「守護寶具」，秘密研究的法登將守護寶具碎片藏於各地。若莉莉沒有收集碎片重塑寶具並佩戴該寶具去淨化變成污穢之王的芙莉緹亞，莉莉會被污穢所吞噬。反之在擊敗污穢之王後在寶具輔助下成功淨化芙莉緹亞身上所有污穢，王國的雨隨即停下，所有的靈魂也得到安息和解放。事後莉莉为所有逝者建造了坟墓，众灵魂守望着她。

## 開發
成立於2010年的日本互聯網公司Adglobe有遊戲開發、網路服務、軟件開發等業務，創始人兼社長小林宏至曾就職遊戲開發公司Neverland，一直有「想要打造自己的原创产品」的念頭，只是礙於公司規模無法啟動專案。在2018年2月Adglobe成立了子公司Live Wire，定位是遊戲開發，以方便品牌管理，子公司的不少成員都來自Neverland，包括創始人高田誠，同時Adglobe也做好開啟原創遊戲企劃的準備。小林宏至在公司內部征集遊戲企劃，Live Wire的岡部佳祐參考當時熱門的《空洞騎士》《鹽與聖所》等2D類銀河戰士惡魔城遊戲，提出了《終結者莉莉》的初期方案。方案中不死騎士和少女的組合讓人印象深刻，而且一反過去不死者作為反面角色的刻板形象，將之設計成主角的同伴，小林宏至為此感到十分有趣，於是選用了這個方案。遊戲的原型階段，由岡部佳祐、橫山和等7人開發了三到四個月，到正式開發階段有10人，還有Adglobe在加拿大蒙特利尔工作室的20人。Live Wire負責遊戲的主要設計，Adglobe協助編程和資源開發，蒙特利尔工作室負責美術和色彩部分。
在原型製作階段，岡部佳祐為了控制成本，製作了一個普通的橫向捲軸遊戲，而不是類銀河戰士惡魔城遊戲，遊戲的背景是近未來的廢墟，主角形象也和最終成品不同。小林宏至有感原型和企劃原案風馬牛不相及，於是讓岡部佳祐按照最初的企劃重做。由於開發組核心成員都是來自Neverland，小林宏至並不擔心成品的遊戲性，只有在遊戲畫面上提出了不少意見，之後就交由開發組自由發揮了。遊戲有幾個基本設定自立案時就確定下來，包括少女與騎士的組合，還有永不停歇的雨。正式開發時，開發組首先完成世界觀構建和角色設計，再將之套入類銀河戰士惡魔城遊戲的框架內，在設計場景時除了講求遊戲平衡性，還要符合遊戲世界觀。開發組更考慮到後續開發的便利性，製作的背景和資源素材除了符合世界觀，還標準化以便於後續增加場景。「雨」是作品的重要元素，開發組想創作一個「充滿悲傷的世界」，而雨這個載體十分切合，同時圍繞「雨」這個元素，設計了很多場景如避雨的存檔點，雨水匯成的飛瀑，被雨水淹沒的水下場景等等。場景設計上也受到「雨」的影響，開發組為此設計了水下探索的內容，讓玩家能在水中自由探索和戰鬥。
遊戲的主角設計是開發的難點，以柔弱的少女為主人公並不適合這類動作遊戲，將少女設計成類銀河戰士惡魔城遊戲的主角對開發組來說是一大挑戰，開發組也竭力避免讓少女變成單純被騎士保護的存在，而是和騎士一起行動。同時開發組也著重表現出莉莉的可愛少女形象，負責主角莉莉的動畫師就為莉莉設計了幾種不同的動作，如抬頭仰望和躲避攻擊時的飛撲動作以彰顯莉莉的可愛形象。一開始莉莉的迴避攻擊動作是滑行穿過敵人的形式，為了表現出少女的無助，迴避的動作改成為飛撲。在一些技能的設計上，開發組也會避免破壞莉莉的形象，如衝刺技能時，莉莉會抱著召喚騎士的腰，爬墻技能時，是召喚騎士捉住墻，另一隻手抱著莉莉。
遊戲的劇情和事件主要由岡部佳祐負責，遊戲自一開始就計劃設計成多結局。岡部佳祐自認為對遊戲故事和劇情安排得很好，他曾一度擔心遊戲的文本量不足，不過在遊戲的搶先體驗階段收到的正面反饋，讓他放心了不少。遊戲的後半劇情會變成探索世界的真相，遊戲的難度隨之增加，遊戲的背景音樂也會在後半段變得悲傷和緊張，同時開發組也根據後半的故事和劇情，增加很多新的元素，讓遊戲的場景變得更為恐怖，特別是終章的部分。開發組在一開始就準備設計一個高難度的遊戲，同時考慮到不擅長動作遊戲的玩家而進行調整。在搶先體驗階段，不少玩家都反饋遊戲難度太高，開發組對此又再進行了調整，如確保每個頭目戰之前有設置存檔點，敵人的行為模式和動作設計得更容易理解等。遊戲原本的閃避模式被玩家詬病不合理，在閃避遠程攻擊時，經常會進入前方敵人的攻擊範圍，為此開發組添加了裝備遺物獲得「格擋」技能的方式。開發組希望在難度和玩家的體驗中保持平衡，不讓玩家由於難度退出遊戲，為此他們設計了一套地圖系統來引導玩家，如通過顏色提醒玩家區域內物品是否完全拾取，提醒玩家還有哪些區域還沒探索。只是地圖系統並沒有顯示詳細的地形，玩家需要自行探索整片區域。
遊戲的配樂由參與過《攻殻機動隊：SAC_2045》《哥布林殺手》音樂創作的Mili負責，遊戲的音效由參加過《永恒的阿卡迪亚》等作品創作的原世嘉成員杉山圭一負責。

## 發行
Adglobe在2020年建立子公司Binary Haze Interactive（下文簡稱BHI）負責自家遊戲的發行。9月10月，BHI發佈了《終結者莉莉》的首部預告片，表示作品預計在冬季登陸PC與家用遊戲機。2021年1月21日，遊戲在Steam發佈搶先體驗版，該版本玩家可以體驗前三個區域的內容，官方預計遊戲的正式發行會在2021年第二個季度。4月15日，BHI宣佈遊戲將於6月22日正式在任天堂Switch和PC上發行，PlayStation 4版本預計在7月6日發行，Xbox的版本尚未確定。6月22日遊戲如期發售，BHI同步發佈新的宣傳短片，正式版更新了五個區域，遊戲的原聲帶同步在Spotify、Apple Music、Amazon Music和Steam（以追加下載內容形式）發佈。6月29日遊戲登陸Xbox設備，同時官方宣佈PS4版本遭遇意外的技術難題，將延期到第三季度發佈。7月20日，遊戲正式登陸PlayStation 4，PlayStation 5也能向下相容遊玩。
歐美地區的PS4和任天堂Switch的實體版由Limited Run Games製作，2022年3月8日展開預售，並在5月發行，日本地區的實體版在2022年3月24日發售。遊戲插畫集《The Art of ENDER LILIES Quietus of the Knights》於2022年9月9日發售。

## 銷量及評價
《終結者莉莉》自搶先體驗版到正式版，在Steam都獲得極度好評，玩家大多稱讚遊戲的畫風和配樂，搶先體驗版在2021年1月發佈，成為同月Steam最熱新品之一，6月正式版發佈，再次成為該月的Steam最熱新品之一。任天堂Switch（下文簡稱NS）版發售後，在任天堂eShop銷量入選6月和7月的前20名，PlayStation 4版發售當月，銷量為PlayStation Store日本地區的PlayStation 4類別第二名，8月為日本地區的該類別的第五名。遊戲銷量於2022年3月超過60萬份，次年2月6日超過100萬份。遊戲在電擊獨立遊戲大賞2022中獲得第四名，音樂賞第三名。
根據在Metacritic的匯總評分，遊戲在媒體中得到普遍良好的評價，不少評論員認為遊戲是同類類銀河戰士惡魔城遊戲中的優秀作品。遊戲的畫風和配樂在遊戲媒體中也普遍獲得好評，遊民星空的編輯超级无敌的栗子評價遊戲以「精緻細膩的美術風格、唯美的音樂以及巧妙的敘事方式」構建出一個「悲傷且唯美的末世」，給與他「身臨其境般的沉浸感」。IGN的評論員木野慧悟表示遊戲中很多讓人印象深刻的畫面，場景和人物繪製精緻，Mili的配樂對遊戲的氣氛烘托起了關鍵作用，配樂渲染出一種虛幻又悲傷的氣氛，連戰鬥時的配樂也帶有這種感覺。在遊戲的故事和角色塑造方面，Hardcore Gamer的編輯認為和普通的角色扮演遊戲相比，《終結者莉莉》的敘事可以說極少，只是透過零碎的文字訊息和頭目回憶動畫來講述故事。這種零碎敘事很有趣，驅使他遊玩下去。4Gamers的特約作者碎金掌認為遊戲的主角莉莉十分可愛，莉莉的迴避動作為飛撲是角色「一大萌點」。
評論員對遊戲的玩法設計有不同觀點，不少評論員認為遊戲難度較高，並將其與以難度著稱的魂系列做類比。在IGN摘文表示儘管和同類遊戲相比沒有獨特的創新之處，但是在配樂、控制等各方面都很做得很完美。遊俠網的編輯刹那·F·赛耶認為遊戲的操作非常順滑，跳躍設計「出人意料的溫柔」，基本不會有「跳躍失誤」的挫敗感，也沒有高空跌落懲罰；同時批評遊戲沒有設置二週目的玩法，遊戲中全部能收集的資源只能將4到5個技能強化到滿等，角色受到攻擊也沒有保護機制，一旦被怪物圍攻，基本就是死亡回到存檔點。評論員霖某人在3DM發文指出遊戲的每個小地圖設計很精細，玩家可以發掘的內容很多，使得每張地圖的探索樂趣大大增加，場景之間的銜接也很巧妙。戰鬥系統方面，怪物的強度雖然高，但是攻擊手段單一，在熟悉攻擊套路之後就變得容易對付，和同類遊戲相比難度不高。Game Informer的編輯也認為遊戲的地圖探索很有趣，完成區域探索後地圖會變色提醒，也有助玩家知道是否完成探索。部分物品隱藏得太深，經常是重複探索好幾次才發現。Fami通評論員稱讚遊戲的「穢者」和技能機制結合很有趣，遊戲的存檔點設計也便於探索。
在遊戲的NS版本，Siliconera的編輯Kazuma Hashimoto批評開發組忽略掌上遊戲機的長寬比，屏幕上的小地圖在NS上顯得太小，這個設計對視力不佳的人很不友好。Nintendo Life的編輯指出遊戲中存在輕微掉幀，雖然出現帧数不足導致畫面出現卡頓的情況很多，但是還沒到影響遊玩的程度。

## 備註
1. ↑  該結局在遊戲中標記為A結局。
2. ↑  該結局在遊戲中標記為B結局。
3. ↑  該結局在遊戲中標記為C結局。
4. ↑  這個迴避的滑行動作在遊戲後期擊敗希爾芭後，玩家就能使用，同時取代原來的飛撲動作。
5. ↑  部分遊戲中設定角色在高空中跌落會減少角色生命值，在極高處跌落甚至會導致角色直接死亡。
6. ↑  遊戲在版本1.1更新中才支持二週目的玩法。

## 外部連結
- 官方日文版的X（前Twitter）（日語）
- 官方英文版的X（前Twitter）（英文）
- 官方网站（简体中文）